# Les Enquêtes du commissaire Laviolette
Les Enquêtes du commissaire Laviolette est une série télévisée française en huit épisodes (le premier de 2 × 90 minutes et 7 de 90 minutes) réalisés par Philomène Esposito, puis par Bruno Gantillon et Véronique Langlois d'après les romans de Pierre Magnan publiés aux éditions Fayard et diffusée du 6 mars 2006 au 5 mars 2016 sur France 3.

## Synopsis
Le commissaire Modeste Laviolette est un commissaire de police en retraite dans la région de Haute Provence qui vient souvent en aide au juge Chabrand puis à son successeur, le juge Tardieu, pour des affaires de crimes où l'adjudant Joubert risque de ne pas trouver le coupable. Il est souvent aidé par sa gouvernante Solange qui connait bien les histoires locales. L'histoire se déroule dans les années 1960. Au fil des épisodes, le personnage du commissaire Laviolette conduit une Ford Vedette rouge rutilante.

## Fiche technique
- Titre : Les Enquêtes du commissaire Laviolette
- Réalisation : Bruno Gantillon et Véronique Langlois puis Philomène Esposito
- Créateurs de la série et des personnages : Pierre Magnan
- Produit par : Jacques Salles et Christian Charret
- Scénario : Philomène Esposito et Bernard Marié puis Paul Halter et Bruno Gantillon
- Dialogues : Odile Barski
- Musique : Jean-Claude et Angélique Nachon
- Production : France Télévisions, Radio télévision suisse, Gétévé Productions
- Genre : Policier
- Lieu de tournage : Provence-Alpes-Côte-D'azur
- Pays : France

## Distribution

### Acteurs principaux
- Victor Lanoux : Commissaire à la retraite Modeste Laviolette
- Annie Grégorio : Solange, gouvernante de Laviolette (épisodes 1 à 7)
- Luc Palun : Adjudant Martial Joubert
- Nicolas Grandhomme : Juge Antoine Tardieu (depuis l'épisode 6)
- Thibault de Montalembert : Juge Chabrand (épisodes 2, 3 et 4)
- Isalinde Giovangigli : Nicole Barras (épisode 3) puis gouvernante de Laviolette (depuis l'épisode 8)

### Invités
- Artus de Penguern : Juge Chabrand (épisode 1)
- Cécile Auclert : Annette Melliflore (épisode 1)
- Grégory Gatignol : Le fils Terenez (épisode 2)
- Camille Figuereo : Micheline (épisode 2)
- Martine Gautier : Madame Honnoraty (épisode 2)
- Féodor Atkine : Hélios (épisode 3)
- Clara Pirali : Eva (épisode 4)
- Hélène Seuzaret : La veuve Gobert (épisode 4)
- Patrice Juiff : Dr Gagnon (épisode 4)
- Catherine Sparta : Martine Alyre (épisode 5)
- Pierre Vernier : Brèdes (épisode 5)
- Alix Poisson : Claire Piochet (épisode 5)
- Bonnafet Tarbouriech : Julien Alyre (épisode 5)
- Jean Vincentelli: Maxime Collomb (épisode 7)

## Épisodes
| Épisodes | Année | Titre                                 | Réalisateur        | Diffusion d'origine     | Nombre téléspectateurs (≈) | PDM (%)                               |
| -------- | ----- | ------------------------------------- | ------------------ | ----------------------- | -------------------------- | ------------------------------------- |
| 1        | 2006  | Les Courriers de la mort (2 × 90 min) | Philomène Esposito | samedi 6 mars 2006      | 6 000 000                  | 24,4 (1re partie) et 21,8 (2e partie) |
| 2        | 2010  | Le Sang des Atrides                   | Bruno Gantillon    | mardi 25 mai 2010       | 5 088 000                  | 20,4                                  |
| 3        | 2011  | Le Tombeau d'Hélios                   | Bruno Gantillon    | mardi 13 septembre 2011 | 4 391 000                  | 17,5                                  |
| 4        | 2012  | Le Secret des andrônes                | Bruno Gantillon    | mardi 4 septembre 2012  | 2 990 000                  | 11,5                                  |
| 5        | 2013  | Le Commissaire dans la truffière      | Bruno Gantillon    | mardi 19 novembre 2013  | 3 800 000                  | 13                                    |
| 6        | 2014  | Le parme convient à Laviolette        | Bruno Gantillon    | mardi 9 septembre 2014  | 2 844 000                  | 11,7                                  |
| 7        | 2015  | Les Charbonniers de la mort           | Véronique Langlois | samedi 28 février 2015  | 2 900 000                  | 12,4                                  |
| 8        | 2016  | Le Crime de César                     | Bruno Gantillon    | samedi 5 mars 2016      | 3 131 000                  | 13,6                                  |

## Autour de la série
- Cette série est une adaptation de la série de romans policiers Commissaire Laviolette écrite par Pierre Magnan.
- Deux romans de cette série, Le Sang des Atrides et Le Secret des andrônes, avaient déjà été adaptés pour la télévision en 1981 et 1982 avec Julien Guiomar dans le rôle du commissaire Laviolette et Jacques Spiesser dans celui du juge Chabrand, il s'agissait des deux romans de la série les plus connus sur les quatre qui étaient déjà publiés à l'époque.
- L'ordre de production des épisodes ne respecte pas celui de parution des romans, l'épisode pilote adapté du roman Les Courriers de la mort est adapté en deux parties de 90 min, devant le succès de celui-ci, la série est devenue régulière mais chaque roman a ensuite été adapté en un seul téléfilm de 90 min.
- Dans Les Courriers de la mort, l'épisode pilote, le rôle du juge Chabrand est tenu par Artus de Penguern qui renonça à reprendre le rôle dans les épisodes suivants pour des raisons de santé, il fut remplacé par Thibault de Montalembert dans les épisodes 2 à 4, lequel renonce également à reprendre le rôle dans les épisodes suivants pour se consacrer à d'autres projets. Le personnage est absent de l'épisode 5 puis le personnage du juge Tardieu incarné par Nicolas Grandhomme est créé à partir de l'épisode 6, en effet afin de ne pas faire changer trois fois de suite l'interprète d'un même personnage, les scénaristes ont préféré justifier le changement d'acteur par une mutation du juge Chabrand remplacé par un autre juge.
- Les six premiers des huit épisodes de la série sont des adaptations des six premiers romans de la série Commissaire Laviolette, seul le septième et dernier Élégie pour Laviolette paru en 2010 n'a pas été adapté. De même Pierre Magnan a écrit d'autres aventures de Laviolette sous forme de nouvelles ; une nouvelle isolée, Mon ami Laviolette parue en 1981 et Les Secrets de Laviolette (recueil de trois nouvelles, Le Fanal, Guernica et L'Arbre) paru en 1992 n'ont pas non plus été adaptés.
- Le septième épisode de la série, Les Charbonniers de la mort n'est pas une adaptation d'un roman de la même série, il s'agit d'un roman paru en 1982 d'une autre série écrite par Pierre Magnan, la série Gendarme Laviolette qui est l'aïeul du commissaire et se déroule plusieurs décennies plus tôt, dans l'adaptation, le commissaire Laviolette a été substitué à son aïeul. Cette série ne compte que deux romans, le deuxième s'intitule La Folie Forcalquier et est paru en 1995, il n'a par contre pas été adapté.
- Le huitième épisode, Le Crime de César, est quant à lui basé pour la première fois sur un scénario original non adapté des romans de Pierre Magnan afin de poursuivre la série qui est rebaptisée Les Nouvelles enquêtes de Laviolette à partir de cet épisode.
- Dans ce huitième épisode, Annie Grégorio qui jouait le rôle de Solange depuis le premier épisode n'est pas disponible pour reprendre son rôle, elle est donc remplacée par Isalinde Giovangigli qui joue le rôle de Nicole, une autre gouvernante venue remplacer Solange. Il est en effet expliqué que Solange a été agressée à la sortie du cinéma, et qu'elle est hospitalisée. Laviolette s'absente d'ailleurs une partie de l'épisode pour lui rendre visite. Le retour de Solange dans de futurs épisodes n'était donc pas exclu. Luc Palun qui interprète le gendarme Joubert demeure donc avec Victor Lanoux, le seul autre acteur à avoir conservé le même rôle dans tous les épisodes.
- Ce huitième épisode est finalement le dernier de la série, puisque Victor Lanoux n'a plus reçu de sollicitations de la part de la chaîne et a annoncé sa retraite en 2016. C'est également le dernier rôle de Victor Lanoux en tant qu'acteur, avant son décès survenu le 4 mai 2017.
- Le commissaire Laviolette se déplace en Ford Vedette rouge sang, une couleur qui n'a jamais été présente au catalogue.